# Mahmud Tarzi
Mahmud Tarzi (in pashto محمود طرزۍ, in dari محمود بیگ طرزی; Ghazni, 23 agosto 1865 – Istanbul, 22 novembre 1933) è stato un politico, diplomatico, giornalista, scrittore e poeta afghano.
Considerato il padre del giornalismo in Afghanistan, divenne una figura chiave nella storia dell'Afghanistan, sostenitore del ruolo riformatore di Mustafa Kemal Atatürk in Turchia e nelle opere di modernizzazione e secolarizzazione del paese, incontrando ovviamente l'opposizione degli estremisti religiosi e degli oscurantisti. Tarzi cercò di emulare la coalizione dei Giovani Turchi.

## Biografia

Mahmud Tarzi e la sua seconda moglie, Asma Rasmiya Khanum

Tarzi nacque il 23 agosto 1865 a Ghazni, in Afghanistan. Di etnia pashtun, suo padre era Ghulam Muhammad Tarzi, capo del ramo Mohammadzai della casa reale di Kandahar e noto poeta. Sua madre, Sultanat Begum, apparteneva al popolo popalzai ed era la quarta moglie di suo padre. Nel 1881, poco dopo l'ascesa al potere dell'emiro Abdur Rahman Khan, il padre di Mahmud ed il resto della famiglia Tarzi vennero espulsi dall'Afghanistan, stabilendosi dapprima a Karachi, poi a Sindh, dove vissero dal gennaio del 1882 al marzo del 1885, e trasferendosi infine nell'Impero ottomano.
Tarzi iniziò a viaggiare per conoscere il Medioriente e l'Europa. Compì un pellegrinaggio a La Mecca, visitò Parigi e viaggiò nel Mediterraneo orientale. Incontrò anche Jamal ad-Din al-Afghani a Costantinopoli. In un secondo viaggio a Damasco, in Siria, nel 1891, Tarzi sposò la figlia di Saleh Al-Mossadiah, un muezzin della moschea di Umayyad. Tarzi, che era già vedovo della prima moglie, rimase in Turchia sino all'età di 35 anni, imparando diverse lingue, incluso il nativo pashto ed il dari, oltre al turco, al francese, all'arabo e all'urdu.
Un anno dopo la morte di Abdur Rahman Khan, Habibullah Khan invitò la famiglia Tarzi a tornare in Afghanistan. Tarzi ricevette un incarico al governo ed iniziò da quel ruolo a introdurre alcune idee occidentali in Afghanistan. La figlia di Tarzi, Soraya Tarzi, sposò re Amanullah Khan e divenne regina consorte dell'Afghanistan.

### Giornalismo e poesia
Una delle prime opere scritte da Tarzi fu Resoconto di un viaggio (Sayahat-Namah-e Manzum) che venne pubblicato a Lahore, nell'allora India britannica (attuale Pakistan). Ad ogni modo, l'opera più nota di Tarzi fu la creazione del primo giornale dell'Afghanistan, il Seraj-al-Akhbar, che segnò la nascita del giornalismo afghano. Il giornale veniva pubblicato ogni due settimane dall'ottobre del 1911 sino al gennaio del 1919. Questa pubblicazione ebbe un ruolo importante nello sviluppo dei movimenti modernisti in Afghanistan, servendo da punto di incontro e discussione del gruppo di giovani illuminati afghani che si definì Partito dei Giovani Afghani, secolaristi, monarchici, con posizioni di centro-destra nel governo, opposti al Partito Costituzionalista, di ispirazione liberale, riformista e progressista. Tarzi pubblicò anche il Seraj-al-Atfal ("La lampada dei bimbi"), dedicato al pubblico giovanile.

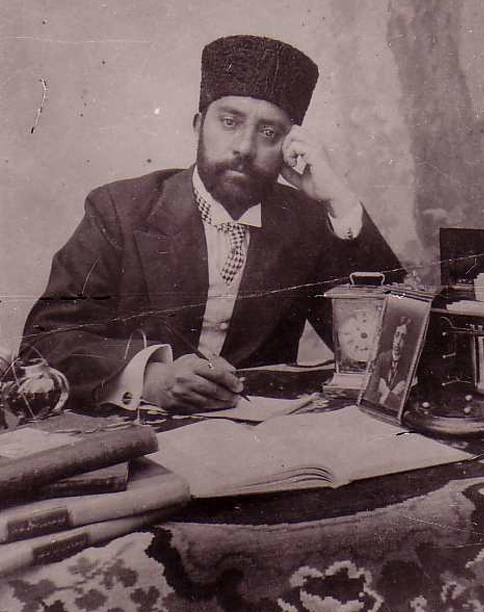
Mahmud Tarzi come direttore del Seraj al Akhbar.

Tarzi fu il primo a introdurre il genere del romanzo nella letteratura afghana, traducendo inoltre molte opere inglesi e francesi in persiano. Contribuì a migliorare gli aspetti relativi all'edizione, alla traduzione ed alla modernizzazione della stampa afghana. Tradusse i principali autori europei con opere come Il giro del mondo in 80 giorni, Ventimila leghe sotto i mari, L'isola misteriosa, Legge internazionale (dal turco), e una Storia della Guerra Russo-Giapponese. Quando viveva in Turchia ed in Siria, si immerse nella lettura e nella ricerca, servendosi in particolare di fonti occidentali. A Damasco, Tarzi scrisse Il giardino dell'apprendimento, contenente una scelta di articoli letterari, artistici, di viaggio e scientifici da esporre al pubblico arabo. Altra sua opera fu Il giardino della conoscenza (pubblicato poi a Kabul) che si concludeva con un suo articolo dal titolo "Il mio amato paese, l'Afghanistan", nel quale parlava con nostalgia della sua terra natia, del suo clima, delle montagne e dei deserti. Nel 1914, il suo romanzo Viaggio in tre continenti in ventinove giorni venne pubblicato per la prima volta. Nella prefazione fu lui stesso a commentare sul tema del viaggio e della storia:

Anche se l'età ha i suoi limiti ordinari, vi sono due cose che possono estenderla, lo studio della storia ed i viaggi. Leggere di storia da a una persona la percezione della creazione del mondo, mentre i viaggi ne danno la visione.

### La politica
Come molte altre personalità influenti dell'Afghanistan della sua epoca, Tarzi fu un nazionalista ed ebbe un ruolo anche nella vita politica del suo paese. Dopo l'ascesa di re Amanullah al trono afghano, Tarzi venne prescelto quale ministro degli esteri nel 1919. Poco dopo ebbe inizio la terza guerra anglo-afghana. Dopo l'indipendenza nazionale dagli inglesi nel 1919, Tarzi aprì le prime ambasciate afghane a Londra, Parigi ed altre capitali nel mondo. Ebbe inoltre un ruolo importante nella dichiarazione d'indipendenza dell'Afghanistan. Dal 1922 al 1924 fu ambasciatore a Parigi. Divenne quindi nuovamente ministro degli esteri dal 1924 al 1927, servendo sotto Habibullah Khan e suo figlio Amanullah.

#### La conferenza di pace afghana
Durante la terza guerra anglo-afghana del 1919, quando Tarzi era il ministro degli esteri, gli inglesi bombardarono Kabul e Jalalabad. Più di una tonnellata di munizioni colpirono Jalalabad in un sol giorno. Tarzi venne nominato capo della delegazione afghana alla conferenza di pace a Mussoorie nel 1920 ed a Kabul nel 1921. Dopo quattro mesi le discussioni di pace collassarono per l'insistenza degli inglesi sulla linea Durand. Sir Henry Dobbs guidò la delegazione inglese a Kabul nel gennaio del 1921. Dopo altri 11 mesi di discussioni, inglesi e afghani siglarono un trattato per la normalizzazione delle loro relazioni. Anche se gli afghani uscirono vincitori de facto alla conferenza (dal momento che gli inglesi accettarono la loro dichiarazione d'indipendenza), la diplomazia di Tarzi mostrò tutte le debolezze della politica dell'Afghanistan dell'epoca e soprattutto la dipendenza dalle varie tribù che lo componevano.

### Gli ultimi anni
Tarzi morì il 22 novembre 1933, all'età di 68 anni, a Istanbul, in Turchia.